# Garm (mythologie)
Pour les articles homonymes, voir Garm.

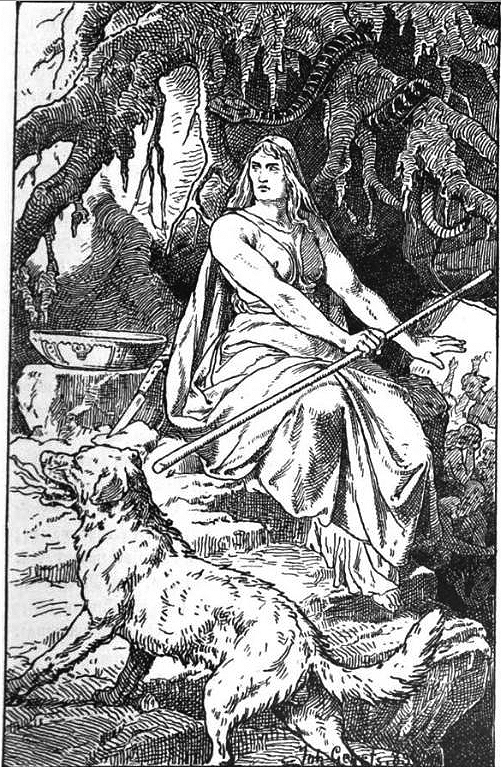
La déesse Hel et Garm, d'après Johannes Gehrts

Dans la mythologie nordique, Garm ou Garmr (« Hurleur ») est le chien enchaîné à la caverne Gnipahellir, d'où il garde l'entrée vers le monde des morts (parfois identifié à Niflheim). Ce n'est que lors du Ragnarök que Garm brisera ses chaines pour participer au conflit dans lequel il combattra Týr et périra contre lui. Le dieu succombera également aux blessures infligées par Garm.
Ce dernier peut être comparé à Fenrir ou à Cerbère.

## Dans la culture populaire

### Manga
- Garm apparaît dans le manga Ah! My Goddess. Son inspiration dans l’œuvre est globalement fidèle à la figure mythologique.
- Garm est le nom de l'un des personnages du manga Vinland Saga de Makoto Yukimura.

### Dessin animé / Œuvre d'animation
- Dans le spin-off de Saint Seiya / Les chevaliers du Zodiaque : Soul Of Gold, prenant place à Asgard. Garm est le nom de la God robe (armure) associée au mystérieux guerrier divin : Utgarda, détenteur de l'épée en croissant de lune : Dáinsleif. Utgarda de Garm est tant le gardien de la chambre d'Helheimr, le "hall des Morts" au cœur du frêne sacré Yggdrasil, que l'un des sept protecteurs de l'antagoniste de ce chapitre de l'animé : Andréas / Loki. Si dans la mythologie nordique, Garm est un chien psychopompe, dans cette œuvre, il est apparenté à un loup psychopompe, se rapprochant ainsi de l'un des premiers guerriers divins connu de la saga : Fenrir d'Alioth, et de sa god robe à l'apparence du loup Fenrir.
- Dans la série Digimon Frontier, un Digimon porte le nom de[réf. nécessaire].

### Jeux vidéos
- Garm apparait dans le MMORPG : Ragnarök Online, en tant que boss récurrent,
- Il apparait également dans l'extension : Légion, du jeu World of Warcraft, lors du raid se déroulant à Helheim : Le Jugement des Valeureux)[3].
- Dans le jeu Hellblade: Senua's Sacrifice, Garm apparait en tant que boss. Plus tard dans le même jeu il est appelé Fenrir.
- Dans le MMORPG Guild Wars 2, Garm est le nom donné au loup accompagnant Eir Stegalkin.
- Dans l'extension Dark Arisen du jeu d'Action-RPG Dragon's Dogma, Garm est le nom donné aux loups nécrophages géants, apparaissant dans la zone dite du "Récif de l'Amertume".
- Dans la série de jeux sous licence Fire Emblem, Garm est le nom d'une hache sacrée utilisable dans la série The Sacred stones, ainsi que dans la série Heroes, mais alors uniquement utilisable que par Ephraim.
- Il est cité dans God of War, sans apparition, puis dans God of War: Ragnarök, il apparait comme boss à combattre avant qu'Atréus, alias Loki, lui insuffle, l'âme de Fenrir afin de le maîtriser.
- Dans Ace Combat Zero, le protagoniste Cipher fait partie de l'unité de combat aérienne GALM, dont le logo est un chien mordant une chaine qui lui enroule le corps, en tant que Galm 1. Il est admis que GALM est une erreur de traduction, puisque lorsqu'un hommage à toute la série est faite dans Ace Combat: Joint Assault, où il faut affronter tous les protagonistes précédents, Cipher revient sous le nom de code Garm 1.